# Qara Qarayev (piłkarz)
Qara Qarayev (ur. 12 października 1992 w Füzuli, Azerbejdżan) – azerski piłkarz występujący na pozycji obrońcy.

## Kariera klubowa
Qarayev jest wychowankiem zespołu Qarabağ Ağdam, w którym nieprzerwanie występuje od początku profesjonalnej kariery.

## Kariera reprezentacyjna
W reprezentacji Azerbejdżanu zadebiutował 1 lutego 2013 roku w towarzyskim meczu przeciwko Uzbekistanowi. Na boisku pojawił się w 46 minucie, a występ zakończył z żółtą kartką na koncie. Do tej pory rozegrał w kadrze 3 mecze (stan na 12.07.2013).
| Mecze i gole w reprezentacji | Mecze i gole w reprezentacji | Mecze i gole w reprezentacji | Mecze i gole w reprezentacji | Mecze i gole w reprezentacji | Mecze i gole w reprezentacji | Mecze i gole w reprezentacji |
| #                            | Data                         | Stadion                      | Rywal                        | Wynik                        | Gol                          | Rozgrywki                    |
| 2013                         | 2013                         | 2013                         | 2013                         | 2013                         | 2013                         | 2013                         |
| ---------------------------- | ---------------------------- | ---------------------------- | ---------------------------- | ---------------------------- | ---------------------------- | ---------------------------- |
| 1.                           | 01.02.2013                   | Dubaj, ZEA                   | Uzbekistan                   | 0:0                          | 0                            | towarzyski                   |
| 2.                           | 06.02.2013                   | Dubaj, ZEA                   | Liechtenstein                | 1:0                          | 0                            | towarzyski                   |
| 3.                           | 29.05.2013                   | Doha, Katar                  | Katar                        | 1:1                          | 0                            | towarzyski                   |

## Sukcesy
- Puchar Azerbejdżanu: 2009 (Qarabach)